# Torre Muntadas
La Torre Muntadas, o el Palauet Municipal, és un edifici del Prat de Llobregat inclòs en l'Inventari del Patrimoni Arquitectònic de Catalunya.

## Descripció
És un palauet historicista de la tipologia construïda al darrer terç del segle xix. Consta de planta baixa, pis i un altre pis simulant golfes, just sota la teulada. Té dues entrades, una és la principal i està marcada per un caminet des de la barana del carrer, i una és posterior i dona directament al jardí, que encara és accessible per la qualitat d'edifici públic, temps enrere reservat.
A la part posterior hi ha també una terrassa a l'altura del primer pis. La façana presenta una profusió de finestres rectangulars, grans i amb motllures geomètriques de tipus clàssic que es complementa amb el frontó de sobre la porta principal i el que lluu al capdamunt a la banda del carrer Mariscal Jofre.

## Història
Va ser construït el 1885 com a torre d'estiueig de la família Muntadas. En concret, la finca va ser adquirida per Josep Muntadas i Rovira, fill d'un dels fundadors de l'Espanya Industrial, Josep Antoni Muntadas i Campeny.
Després de la Guerra Civil, va ser ocupada per la Falange Española i utilitzada com a centre d'interrogatoris dels detinguts. El desembre de 1947 va ser adquirida per l'Ajuntament del Prat de Llobregat i es convertí en seu del consell local del movimiento franquista. Era coneguda llavors popularment com el palacete.
El 1988 va ser rehabilitada com a equipament cultural. Actualment està situada al carrer de Jaume Casanovas número 80 i és un centre d'arts modernes (Centre d'Art Torre Muntadas).